# Troels Møller Pedersen
Troels Møller Pedersen (født 24. august 1945 i Århus, opvokset i Kongens Lyngby) er en dansk skuespiller og lydbogsindlæser.
Uddannet på Det kongelige Teaters elevskole i perioden 1966-69. Han er i offentligheden mest kendt for sine indlæsninger af lydbøger, der blev udgivet på lydbogsforlaget Den Grimme Ælling , som han også var medstifter af. Bl.a. indlæste han samtlige H. C. Andersens eventyr og flere af hans romaner, værker af Fjodor Dostojevskij m.fl. I 2010 udgav Møllers søn og lydbogsindlæser-kollega Martin Johs. Møller en biografisk roman om faderen, med titlen Skuespilleren der forsvandt (Gyldendal, ISBN 978-87-02-10067-9).

## Fodnoter
1. ↑  "avforlaget.dk – Vi har lydbøger fra alle forlag i Danmark samt sprogkurser i alle sprog". Arkiveret fra originalen 30. april 2011. Hentet 19. april 2011.